# Лобановское сельское поселение (Пермский край)
Лобановское се́льское поселе́ние — упразднённое муниципальное образование в Пермском районе Пермского края Российской Федерации. 
Административный центр — село Лобаново.

## История
Образовано в 2004 году. 
В мае 2013 года в Лобановское сельское поселение были включены упразднённые Кояновское и Мулянское сельские поселения.
Лобановское сельское поселение упразднено в 2022 году в связи с преобразованием Пермского муниципального района со всеми входившими в его состав сельскими поселениями в Пермский муниципальный округ.

## Население
| 2010    | 2012    | 2013  | 2014  | 2015  | 2016    | 2017    | 2018    | 2019    |
| ------- | ------- | ----- | ----- | ----- | ------- | ------- | ------- | ------- |
| 5066    | ↘4990   | ↗5218 | ↗9401 | ↗9731 | ↗10 103 | ↗10 233 | ↗10 253 | ↗10 336 |
| 2020    | 2021    |       |       |       |         |         |         |         |
| ↗10 432 | ↘10 351 |       |       |       |         |         |         |         |

## Населённые пункты
В состав сельского поселения входили 20 населённых пунктов.
| №  | Населённый пункт | Тип                          | Население |
| -- | ---------------- | ---------------------------- | --------- |
| 1  | Баландино        | деревня                      | 6         |
| 2  | Баские           | деревня                      | 3         |
| 3  | Березники        | деревня                      | 23        |
| 4  | Большой Буртым   | деревня                      | 95        |
| 5  | Верх-Сыра        | деревня                      | 1         |
| 6  | Горбуново        | деревня                      | 191       |
| 7  | Грибаново        | деревня                      | 10        |
| 8  | Касимово         | деревня                      | 317       |
| 9  | Клестята         | деревня                      | 179       |
| 10 | Ключи            | деревня                      | 16        |
| 11 | Козыбаево        | деревня                      | 48        |
| 12 | Кольцово         | село                         | 104       |
| 13 | Кочкино          | деревня                      | 110       |
| 14 | Кояново          | село                         | ↗1544     |
| 15 | Лобаново         | село, административный центр | ↗6318     |
| 16 | Малые Клестята   | деревня                      | 34        |
| 17 | Малый Буртым     | деревня                      | 78        |
| 18 | Меркушево        | деревня                      | 21        |
| 19 | Мулянка          | посёлок                      | ↘2377     |
| 20 | Усадьба МТС      | деревня                      | 0         |

## Символика
Флаг Лобановского сельского поселения утверждён 24 января 2008 года и внесён в Государственный геральдический регистр Российской Федерации с присвоением регистрационного номера 4055.
Описание
«Прямоугольное синее полотнище с отношением ширины к длине 2:3, несущее у свободного края белую полосу особой формы и изображение сокола (поверх границы полосы) и руки сокольничьего (отходящей от свободного края), выполненное в жёлтом и голубом цветах».
Обоснование символики
Повышенно-выпуклое деление полотнища указывает на название поселения — Лобаново, от «лоб», «лобан» (человек с большим лбом), по-видимому, такое прозвище носил один из первых поселенцев на этой территории, а история посёлка Лобаново насчитывает более 200 лет. Изображение сокола-балобана также говорит о названии поселения. Сокол в геральдике — символ силы, мужества и добра. Взлетающий сокол с воздетыми крыльями означает устремлённость в будущее, развитие, стремительность.
Белый цвет (серебро) — символ совершенства, мудрости, благородства, мира и взаимного сотрудничества.
Жёлтый цвет (золото) — символ величия, богатства, прочности, энергии, указывает и на сельскохозяйственную направленность основной деятельности жителей поселения.
Синий цвет (лазурь) символизирует красоту, искренность, мягкость, добродетель и возвышенные устремления.
Авторский коллектив
Идея и обоснование символики: Вяткин Александр Евгеньевич, Казанцева Вера Александровна, Воронина Валентина Архиповна, Половодова Нина Рафаиловна.
Геральдическая доработка: Владимир Созинов; компьютерный дизайн Е. Шафиева; консультация Константин Мочёнов.